# Dreamboat Annie (canción)
«Dreamboat Annie» es una canción de la banda estadounidense Heart. Pertenece al álbum debut de la banda, Dreamboat Annie y fue lanzada como tercer sencillo en 1976. Originalmente aparecía en la Cara B del sencillo "Crazy on You".
Hay tres versiones diferentes de "Dreamboat Annie":
Pista 2 – "Dreamboat Annie (Fantasy Child)" – 1:10
Pista 5 – "Dreamboat Annie" – 2:02
Pista 10 – "Dreamboat Annie (Reprise)" – 3:50

## En la cultura popular
La canción aparece en la película de 2008 Adventures of Power. También aparece en un capítulo de la primera temporada de la serie de TV Transparent.

## Listas de éxitos
| Lista (1976-77)                                       | Posición |
| ----------------------------------------------------- | -------- |
| Canadá                                                | 53       |
| Francia                                               | 2        |
| EE. UU. Billboard Hot 100                             | 42       |
| EE. UU. Billboard Adult Contemporary [cita requerida] | 17       |